# Metropolitano de Chengdu
O Metro de Chengdu é um sistema de metropolitano em construção que serve a cidade chinesa de Chengdu.

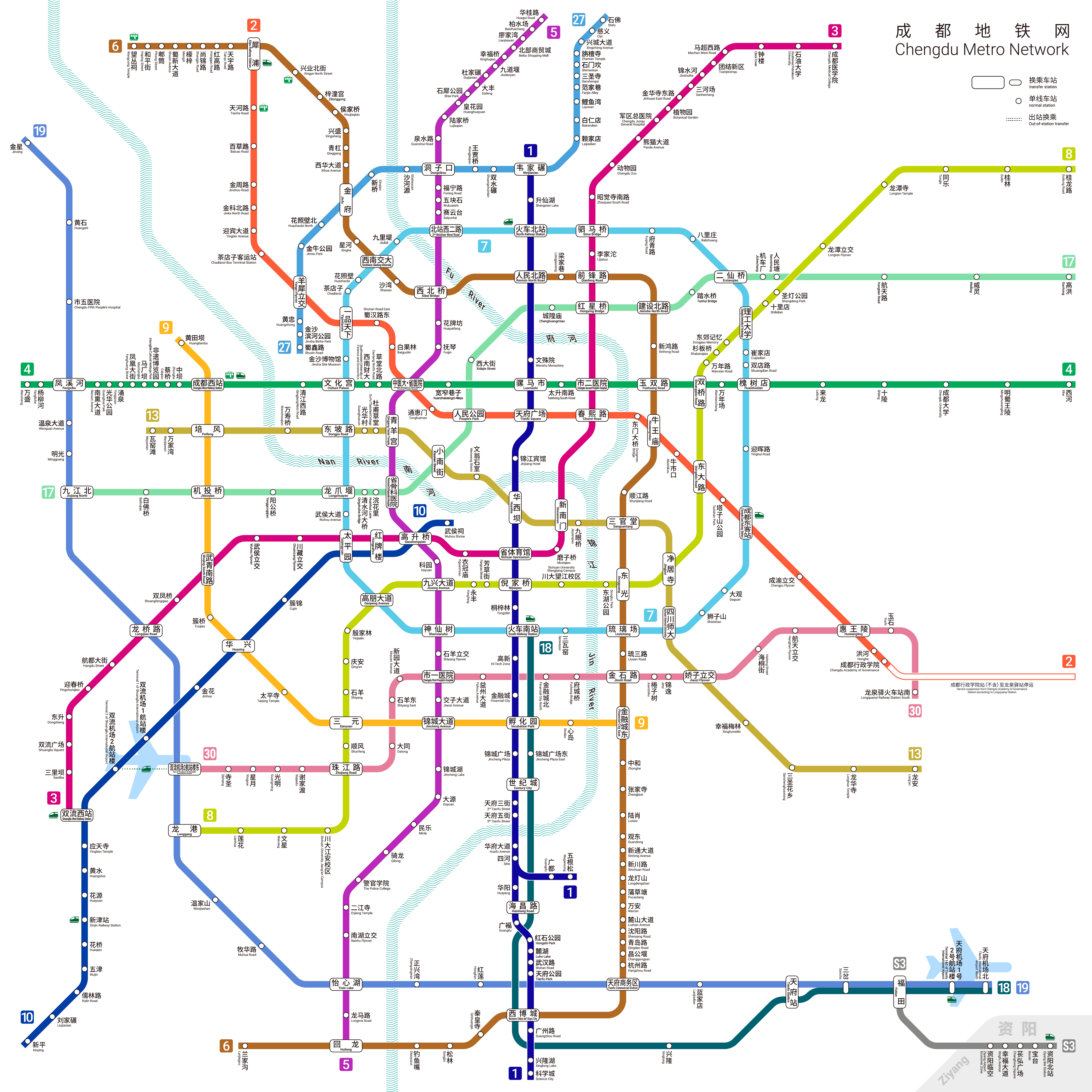
Mapa das linhas de metrô de Chengdu